# Список охраняемых природных территорий Ишимбайского района

Список охраняемых природных территорий Ишимбайского района включает все существующие и планируемые охраняемые природные территории (ОПТ) по Ишимбайскому району Республики Башкортостан.

## Статистика
1. Общая площадь классических особо охраняемых природных территорий (ООПТ) по Ишимбайскому району (заказник — 1, памятники природы — 15) — 59268 га (перспективная — 76000 га)
2. Спроектированные водоохранные зоны — 3216,4 га
3. Зеленые зоны — 5019 га
4. Округа санитарной охраны — нет
5. Общая площадь всех ООПТ — 67503,4 га (перспективная площадь 84235,4 га)
6. Запретные полосы лесов и особо защитные участки леса 14907 га
7. Общая площадь существующей сети ОПТ 82410,4 га
8. Общая площадь проектируемых ООПТ (зона расширения заповедника «Шульган-Таш» — 1, памятники природы — 2) — 16732 га
9. Суммарная площадь существующей сети ОПТ и проектируемых ООПТ 99142,4 га
10. Общая площадь ценных природных территорий (перспективная зона проектирования) 32520 га
11. Общая площадь перспективной площади СОПТ (без вычета совмещенных площадей) 131662,4 га

## Утвержденные особо охраняемые природные территории
Источник

### Действующие
| название охраняемого объекта, статус, год образования               | площадь, в га | объекты охраны | назначение ОПТ |
| ------------------------------------------------------------------- | ------------- | --- | --- |
| Ишимбайский заказник, 1971.                                         | 58526         | Фауна охотничье-промысловых и редких животных (медведь, рысь, лось, косуля, куница, хорь степной, ондатра, заяц-беляк, тетерев, рябчик, вальдшнеп и др.). | 1. Охрана и рациональное использование фауны охотничье-промысловых животных. 2. Охрана редких видов животных. |
| Озеро Тугар-Салган и его окрестности. Памятник природы, 1985.       | 100           | 1. Глубоководное карстовое озеро, имеющее большое научное (гидрогеологическое) значение. | 1. Охрана карстового озера. 2. Восстановление, охрана и рациональное использование (оптимизация пастбищной нагрузки) окружающей степной растительности.                                                                                           |
| Хазинская пещера и источник Берхомут. Памятник природы. 1985.       | 100           | 1. Уникальная пещера и источник, имеющий важное научное и хозяйственное значение. 2. Типичные варианты растительности западного макросклона Южного Урала. | 1. Охрана и рациональное использование всего природного комплекса. 2. Охрана пещерной фауны. 3. Охрана биоразнообразия. |
| Гора Караул-тау. Памятник природы, 1985                             | 150           | 1. Гора, имеющее историческое значение. 2. Популяции редких видов растений (эфедра двухколосковая, ковыль перистый и др.). | Охрана всего природного комплекса. |
| Окрестности реки Кулук. Памятник природы, 1985                      | 200           | Типичные сообщества широколиственных лесов западного макросклона Южного Урала. | Охрана всего природного комплекса. |
| Ромадановский овраг.Памятник природы, 1965                          | нет данных    | Геологические отложения, имеющие важное научное значение. | Охрана геологических разрезов. |
| Водопад Кук-Караук                                                  | точечн.       | Живописный водопад. | Охрана водопада и его эстетического окружения. |
| Гора Тратау                                                         | 42            | 1. Гора-останец рифового происхождения. 2. Популяции редких видов растений (эфедра двухколосковая, ковыль перистый, тонконог жестколистный, шиверекия подольская, минуарция Крашенинникова, гводика иглолистная, лен уральский, астрагал Гельма, остролодочник сходный, копеечник крупноцветковый, тимьян клоповй, ясенец голостолбиковый и др.). 3. Типичные и редкие растительные сообщества. | 1. Охрана всего природного комплекса. 2. Охрана биоразнообразия. 3. Рекреационное использование. 4. В связи с быстрой деградацией природных комплексов вследствие нерегулируемой и высокой рекреации, территория для учреждения природного парка. |
| Пещера Еласын (Соколиная) и её окрестности. Памятник природы. 1985. | 100           | Известняковая пещера с окружающими её типичными широколиственными лесами западного макросклона Южного Урала. | 1. Охрана пещеры и её фауны. 2. Охрана типичных широколиственных лесов в районе. |
| Скала Калим-ускан и пещера Салавата Юлаева. Памятник природы, 1985. | 100           | 1. Живописная скала с пещерой. 2. Популяции редких видов растений (пырей отогнутоостый, шиверекия подольская, астрагал Клера, примула кортузовидная и др.). | 1. Охрана всего природного комплекса. 2. Охрана биоразнообразия. 3. Рекреационное значение. |
| Пещера Олимпия и её окрестности. Памятник природы, 1985.            | 100           | Известняковая пещера с окружающими её типичными широколиственными лесами западного макросклона Южного Урала. | 1. Охрана пещеры и её фауны. 2. Охрана типичных широколиственных лесов в районе. |
| Пещера Зигановка и её окрестности. Памятник природы. 1985.          | 100           | 1. Известняковая пещера с окружающими её сосновыми и широколиственными лесами. 2. Местообитания фоновых и редких животных и растений. | 1. Охрана пещеры и типичных лесов западного макросклона Южного Урала. 2. Охрана пещерной фауны. 3. Охрана биоразнообразия. |
| Пещера Таш-ой и её окрестности                                      | 100           | Известняковая пещера с окружающими её типичными широколиственными лесами западного макросклона Южного Урала. | 1. Охрана пещеры и её фауны. 2. Охрана типичных широколиственных лесов в районе. |
| Урочище Селтерби-урта-таш. Памятник природы. 1985.                  | 14,5          | 1. Уникальный источник. 2. Редкие растения (шиверекия подольская) | 1. Восстановление и охрана всего природного комплекса. 2. Хозяйственное использование источника. |
| Урочище Кызыл-таш                                                   | 400           | 1. Типичные, эталонные и редкие растительные сообщества (наскальные, остепненные сосняки, широколиственные леса).2. Популяции редких видов животных и растений (пырей отогнутоостый, шиверекия подольская, астрагал Клера и др.). | 1. Охрана всего природного комплекса. 2. Обеспечение пространственной и экологической связанности экосистем западного макросклона Южного Урала и природными комплексами близлежащих ООПТ.                                                         |
| Участок горы Ала-тау и источник «Ресторан». Памятник природы, 1985. | 200           | 1. Водный источник, имеющий важное хозяйственное значение. 2. Типичные сообщества широколиственных лесов западного макросклона Южного Урала. | 1. Охрана всего природного комплекса. 2. Хозяйственное использование источника. |
| Водоохранные зоны бассейна р. Белая. 1992.                          | 3216,4        | Долинные природные и полуприродные экосистемы. | Водоохранно-защитное значение. |

### Предлагаемые местности
- Кызлар-Караул — урочище в Ишимбайском районе Башкортостана, относится к ценным природным территориям. Предполагаемый памятник природы площадью 590 га. Точное расположение: Макаровский лесхоз, Ишимбайское лесничество, кв. 20-21